# Sonate pour piano no 14 de Mozart
Pour les articles homonymes, voir Sonate pour piano (homonymie).
La Sonate pour piano no 14 en ut mineur, K. 457, de Wolfgang Amadeus Mozart est une sonate pour piano composée et achevée en 1784. Elle a été publiée en décembre 1785, en même temps que la Fantaisie en ut mineur, K. 475, en tant qu'opus 11, par la principale maison d'édition musicale de Vienne, Artaria.
La première page arbore une dédicace pour Thérèse von Trattner, qui était l'une des élèves de Mozart à Vienne. Son mari était un des plus importants libraires-éditeurs de Vienne, ainsi que l'ancien propriétaire du logement de Mozart. En outre, les Trattner étaient respectivement parrain et marraine de quatre des enfants de Mozart.

## Mouvements
L'œuvre est composée de trois mouvements :
1. Molto allegro, en ut mineur, à , 185 mesures, deux sections répétées deux fois : mesures 1 à 74, mesures 75 à 167 - partition
2. Adagio en mi bémol majeur, à , 57 mesures - partition
3. Allegro assai, en ut mineur, à 
, 319 mesures - partition

- Une interprétation typique dure environ 18 minutes.

Incipit du Molto allegro de la sonate K.457
Incipit du Adagio de la sonate K.457

Incipit de l'Allegro assai de la sonate K.457